# الغريف
الغريف قرية سعودية، تتبع مركز الشفاء في محافظة الطائف، بمنطقة مكة المكرمة. تقع في شمال مدينة الطائف بمسافة حوالي (30) كم.

## انظر ايضا
- قلعة المسهر

## روابط خارجية
- موقع إمارة مكة المكرمة